# Флагман флоту 2-го рангу
Фла́гман фло́ту 2-го ра́нгу — військове звання вищого командного складу у Робітничо-селянському Червоному флоті СРСР з 1935 до 1940.
Введено Постановою ЦВК СРСР і СНК СССР від 22 вересня 1935 року «Про введення персональних військових звань начальницького складу РСЧА», скасовано Указом Президії Верховної ради СРСР від 7 травня 1940 року «Про встановлення військових звань вищого командного складу Червоної армії».
Вище за флагман 1-го рангу, нижче за флагман флоту 1-го рангу. Відповідало званням командарм 2-го рангу, армійський комісар 2-го рангу, армвоєнюрист.

## Знаки розрізнення
Згідно з главою 4 наказу про введення персональних військових звань, командний та начальницький склад ВМС отримали знаки розрізнення у вигляді комбінації галунних стрічок різного розміру.  Командний склад, військово-політичний та військово-технічний склад мали стрічки жовтого (золотого) кольору, інший начальницький склад білого (срібного) кольору. Колір між стрічками командний склад мав кольору мундиру, начальницький склад кольору служби. Флагман флоту 2-го рангу  мав чотири золотисті стрічки на рукаві: одна широка вище якої три середні.
Хоч персональні військові війська ввели в 1935 році, але до цього вже існувала стала система посадових знаків розрізнення  військовослужбовців. Ще наказом від 16 січня 1919 року в Радянській Росії затверджуються посадові знаки розрізнення РСЧА, генетично не пов’язані з попередніми знаками розрізнення російської імперської армії. Знаки розрізнення флоту, як і попередні часів Тимчасового уряду базувалися на комбінації стрічок різної ширини. Незадовго перед введенням персональних військових звань, відповідні посадові знаки розрізнення використовували військовики найвищої, 13-ї категорії (вищий начсклад), що відповідало посаді «командуючий морськими силами моря». Галуни були завширшки: широкий – 2,80 см, вузькі, по 1,30 см. Над галунами розміщувалася п’ятипроменева зірка з красного сукна (діаметром в 4,5 см) з золотою облямівкою.
Після введення у 1940 році адміральських звань, знаки розрізнення флагмана флоту ІІ рангу отримав адмірал.
Незважаючи на те, що у 1943 році як знаки розрізнення були введені галунні погони, стрічки на рукавах продовжували використовуватися. Знаки розрізнення адмірала, тотожні знакам розрізнення скасованого звання «флагман флоту ІІ рангу» використовувалися до самого розпаду СРСР у 1991 році. Збройні сили України які утворилися під час розпаду СРСР, перейняли радянський зразок військових звань, а також радянських знаків розрізнення. 5.07.2016 року президент України затверджує «Проект однострою та знаки розрізнення Збройних Сил України». В Проекті серед іншого розглянуті військові звання та знаки розрізнення військовослужбовців. Змінюються знаки розрізнення військовослужбовців, відходячи від радянського зразку. 20.11.2017 виходить наказ Міністерства оборони України №606 де уточнюються правила носіння і використання однострою військовослужбовцями. Знаками розрізнення адмірала ВМС України зостаються чотири стрічки (одна широка та три середні).

## Список осіб, кому присвоєне звання флагман флоту 2-го рангу
- 20 листопада 1935 — Галлер Лев Михайлович (1883–1950), командувач Балтійським флотом[5]
- 3 квітня 1939 — Ісаков Іван Степанович (1894–1967), заступник наркома Військово-морського флоту СРСР
- 20 листопада 1935 — Кожанов Іван Кузьмич (1897–1938), командувач Чорноморським флотом[5]
- 3 квітня 1939 — Кузнецов Микола Герасимович (1904–1974), заступник наркома Військово-морського флоту СРСР
- 22 лютого 1938 — Смирнов-Свєтловський Петро Іванович (1897–1940), заступник наркома Військово-морського флоту СРСР[5]